# Ламбей (коммуна)
Ламбе́й (фр. Lembeye) — коммуна во Франции, находится в регионе Аквитания. Департамент — Атлантические Пиренеи. Административный центр кантона Тер-де-Люи и Кото-дю-Вик-Бий. Округ коммуны — По.
Код INSEE коммуны — 64331.

## География
Коммуна расположена приблизительно в 630 км к югу от Парижа, в 160 км южнее Бордо, в 27 км к северо-востоку от По.
На западе коммуны протекают реки Леэс и Пети-Леэс, а на северо-востоке расположено озеро Корбер, образованное плотиной.

### Климат
Климат тёплый океанический. Зима мягкая, средняя температура января — от +5°С до +13°С, температуры ниже −10 °C бывают редко. Снег выпадает около 15 дней в году с ноября по апрель. Максимальная температура летом порядка 20-30 °C, выше 35 °C бывает очень редко. Количество осадков высокое, порядка 1100 мм в год. Характерна безветренная погода, сильные ветры очень редки.

## Население
Население коммуны на 2010 год составляло 763 человека.
| 1962 | 1968 | 1975 | 1982 | 1990 | 1999 | 2010 |
| ---- | ---- | ---- | ---- | ---- | ---- | ---- |
| 914  | 874  | 744  | 706  | 687  | 691  | 763  |

## Администрация
| Период | Период | Фамилия            | Партия | Примечания |
| ------ | ------ | ------------------ | ------ | ---------- |
| 1988   | 1995   | Жерар Лассер       |        |            |
| 1995   | 2001   | Кристин Бернаде    |        |            |
| 2001   | 2008   | Кристин Виллакампа |        |            |
| 2008   | 2020   | Жан-Мишель Дессер  |        |            |

## Экономика
В 2010 году среди 414 человек трудоспособного возраста (15-64 лет) 316 были экономически активными, 98 — неактивными (показатель активности — 76,3 %, в 1999 году было 66,6 %). Из 316 активных жителей работали 299 человек (160 мужчин и 139 женщин), безработных было 17 (5 мужчин и 12 женщин). Среди 98 неактивных 29 человек были учениками или студентами, 37 — пенсионерами, 32 были неактивными по другим причинам.

## Достопримечательности
- Церковь Успения Пресвятой Богородицы (XV век). Исторический памятник с 2011 года[4]
- Городские ворота (XIV век). Исторический памятник с 1984 года[5]

## Города-побратимы
- Альцай-Вайнхайм (Германия, с 1980)
- Альмудевар (Испания, с 1985)

## Фотогалерея
- Центральная площадь
- Городские ворота
- Церковь Успения Пресвятой Богородицы
- Военный мемориал
- Колодец